# Kamin-Kashyrskyi (huyện)
Huyện Kamin-Kashyrskyi (tiếng Ukraina: Камінь-Каширський район, chuyển tự: Kamin-Kashyrskyis'kyi raion) là một huyện của tỉnh Volyn thuộc Ukraina. Huyện Kamin-Kashyrskyi có diện tích 1748 km², dân số theo điều tra dân số ngày 5 tháng 12 năm 2001 là 61939 người với mật độ 35 người/km2. Trung tâm huyện nằm ở Kamin-Kashyrskyi.